# 71-ва изтребителна ескадра
71-ва изтребителна ескадра „Рихтхофен“ (на немски: Jagdgeschwader 71, съкратено JG 71) е сред общо 6-те изтребителни ескадри на Луфтвафе.
Базирана е в авиобаза Витмундхафен. Зоната ѝ за отговорност е северозападната част на германското въздушно пространство. Въоръжена е със самолети Eurofighter Typhoon EF-2000.

## Исторически данни
Ескадрата е създадена на 6 юни 1959 г. в Алхорн, а от 1960 г. е на подчинение на НАТО. Традиционното си име „Рихтхофен“ получава на 43-тия ден от смъртта на барон Манфред фон Рихтхофен от тогавашния федерален президент Хайнрих Любке. През 1963 г. е пребазирана във Витмундхафен, където изтребителите F-86 Sabre са сменени с F-104 Starfighter. Това е първата ескадра на Бундесвера, която ги взима на въоръжение. През 1974 г. F-104 „Starfighter“ са заменени със самолети от типа F-4 Phantom II. След известен период през който ескадрата е изтребително-бомбардировъчна, масовото приемане на въоръжение на модерните изтребител-бомбардировачи Panavia Tornado IDS в Луфтвафе позволява ескадрата да се преориентира към изтребителна, изпълняваща задачи в интерес на ПВО. На 1 октомври 2013 г. ескадрата (Geschwader, полкови еквивалент) е съкратена в Тактическа група на Луфтвафе „Рихтхофен“ (Taktische Luftwaffengruppe „Richthofen“, батальонен еквивалент) и поставена в подчинение на 31-ва Тактическа ескадра на Луфтвафе „Бьолке“. Две години по-късно е взето решение за възстановяването на подразделението в пълна ескадра, което става на и юли 2016 г. като Тактическа ескадра на Луфтвафе 71 „Рихтхофен“ (Taktische Luftwaffengeschwader 71 „Richthofen“ (TaktLwG 71 „R“)).

## Командири
- Подполковник Ерих Хартман (19 януари 1959 до 29 май 1962)
- Полковник (оберст) Гюнтер Йостен (30 май 1962 до 1 април 1967)
- Полковник Хорст Дитер Калерхоф (2 април 1967 до 25 септември 1970)
- Полковник Улрих Пипер (26 септември 1970 до 9 октомври 1972)
- Полковник Ханс-Юрген Рентел (10 октомври 1972 до 19 септември 1976)
- Полковник Ервин Вилинг (20 септември 1976 до 2 октомври 1979)
- Полковник Лотар Компч (3 октомври 1979 до 30 септември 1983)
- Полковник Клаус Егерт (1 октомври 1983 – 31 март 1987)
- Полковник Дирк Бьокер (1 април 1987 до 30 юни 1989)
- Полковник Хайнц-Герд Новак (1 юли 1989 до 31 март 1993)
- Полковник Дирк-Петер Мерклингхаус (1 април 1993 до 31 март 1995)
- Полковник Волфганг Фал (1 април 1995 до 30 юни 1998)
- Полковник Хайнц-Йоахим Хехт (1 юли 1998 до 30 септември 2001)
- Полковник Буркхард Пототцки (1 октомври 2001 до 30 септември 2003)
- Полковник Ахим Рютцел (1 октомври 2003 до 23 февруари 2006)
- Полковник Кристиан Бадя (от 24 февруари 2006)